# Syrbula admirabilis
Syrbula admirabilis es una especie de saltamontes de la subfamilia Gomphocerinae, familia Acrididae. Esta especie se distribuye en Norteamérica (Estados Unidos y México) y Centroamérica. Fue descripta por primera vez por Uhler en 1864.

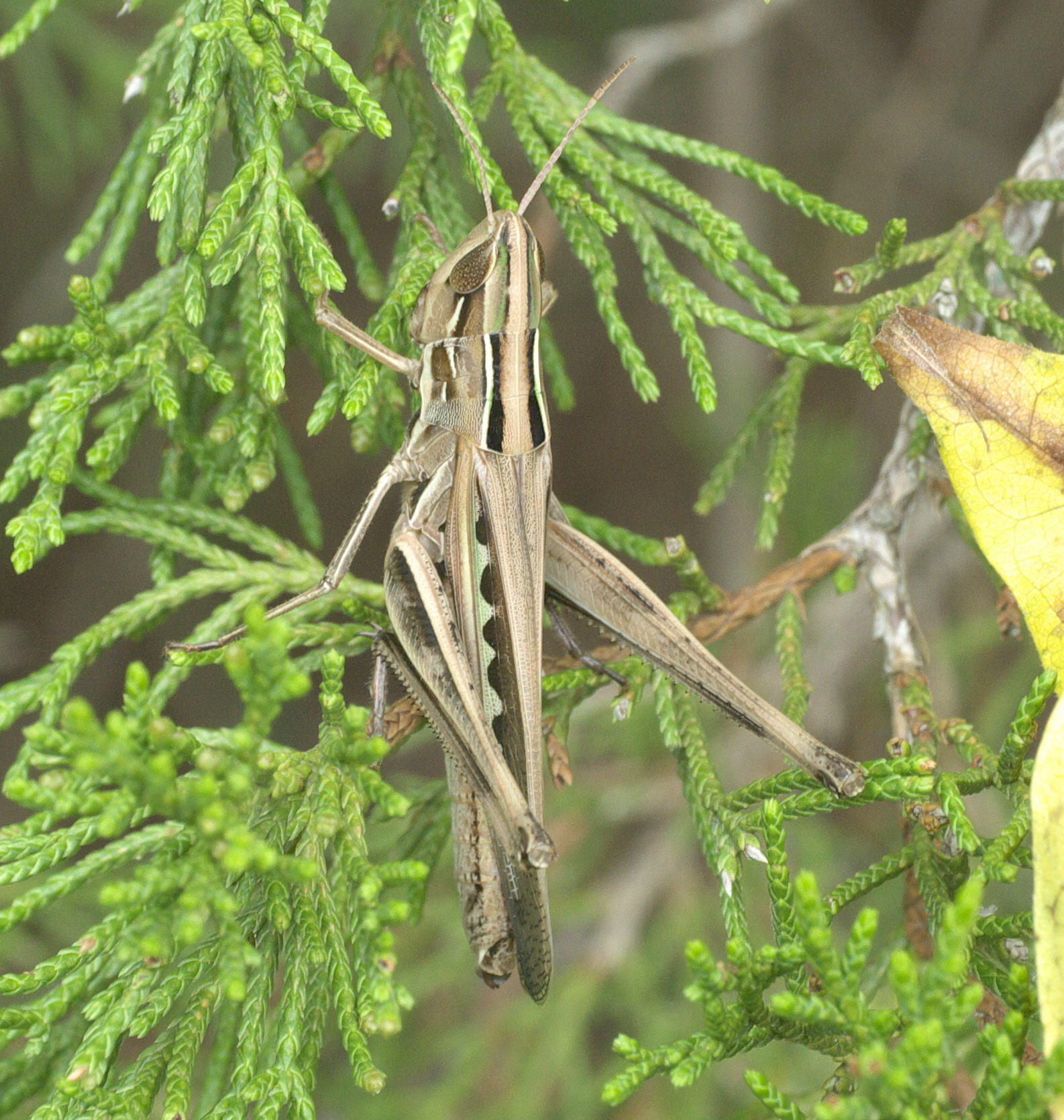
Syrbula admirabilis

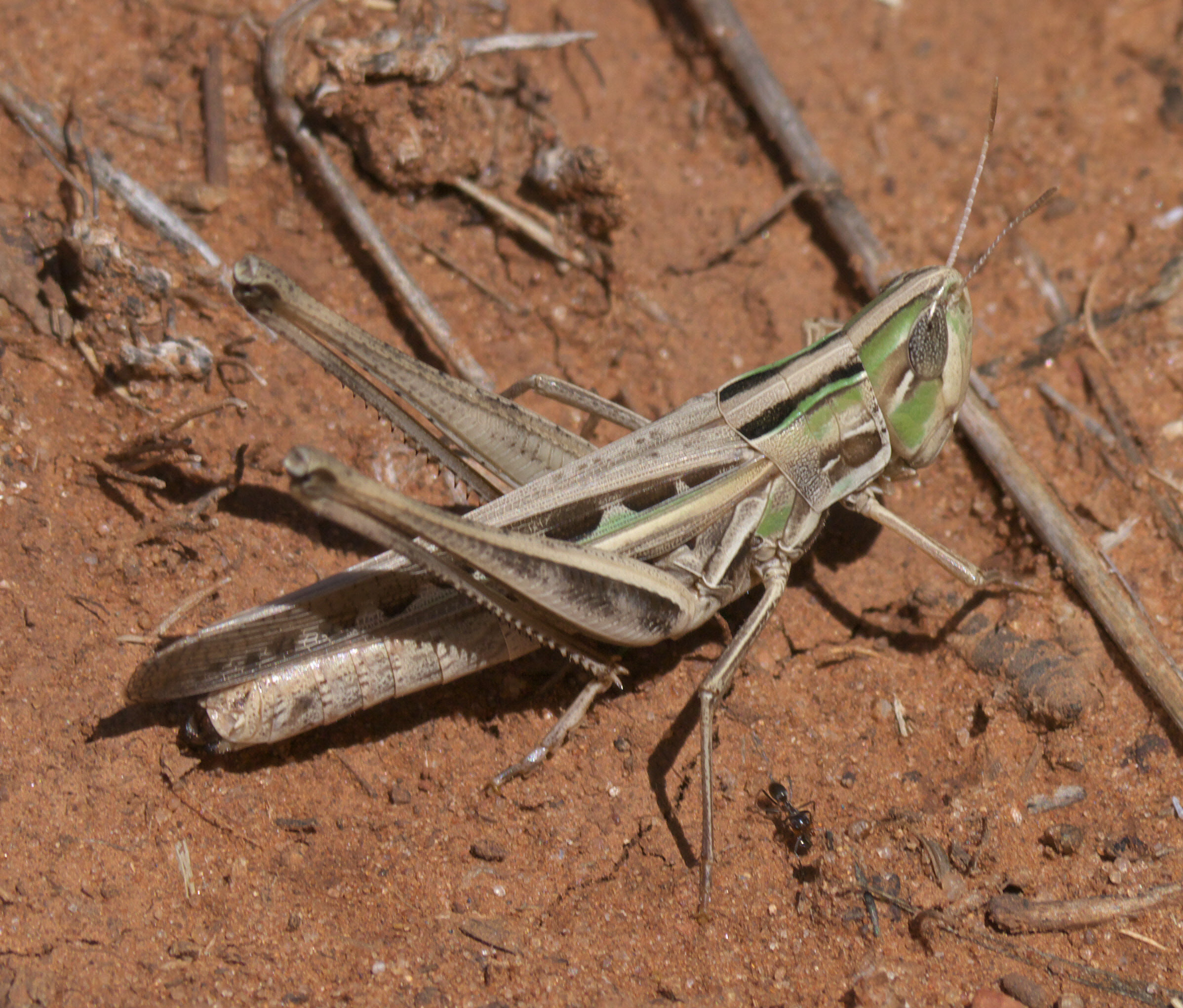
Syrbula admirabilis